# Armadillidium bensei
Armadillidium bensei is een pissebed uit de familie Armadillidiidae. De wetenschappelijke naam van de soort is voor het eerst geldig gepubliceerd in 2006 door Schmalfuss.